# 佐々木恒司
佐々木 恒司（ささき つねじ、1902年7月25日 - 1967年12月25日）は、日本の政治家。荒川区議（3期）、第5代荒川区議会議長、東京都議（6期）、第9代都議会議長を歴任した。

## 経歴
1902年7月25日、長野県に生まれる。1932年から荒川区会議員を3期15年務めた。その間、1945年2月から1947年4月まで第5代荒川区議会議長を務めた。1947年の東京都議会議員選挙で荒川区選挙区から立候補して、初当選した。その後、交通委員会委員長（1950年から1951年）、都議会自由党幹事長（1952年から1953年）を歴任した。1953年6月に第9代東京都議会議長に就任した。また、全国都道府県議会議長会会長も務めた。1954年6月に議長を退任した。その後は、治安文教委員会委員長（1956年から1957年）、各会計決算審査特別委員会委員長（1959年から1960年）、東京都議会自民党政調会長（1962年から1963年）、財務主税委員会委員長（1966年から1967年）を歴任した。1967年12月25日、議員在職中のまま死去した。

## 栄典
- 1956年 - 藍綬褒章[1]
- 没後 - 従五位・勲四等瑞宝章[1]